# Team SD Worx-Protime/2025
Deze pagina geeft een overzicht van de vrouwenwielerploeg Team SD Worx-Protime in 2025.

## Algemeen
Algemeen manager: Erwin Janssen
Ploegleiders: Christian Kos, Gianpaolo Mondini, Danny Stam
Fietsmerk: Specialized

## Rensters

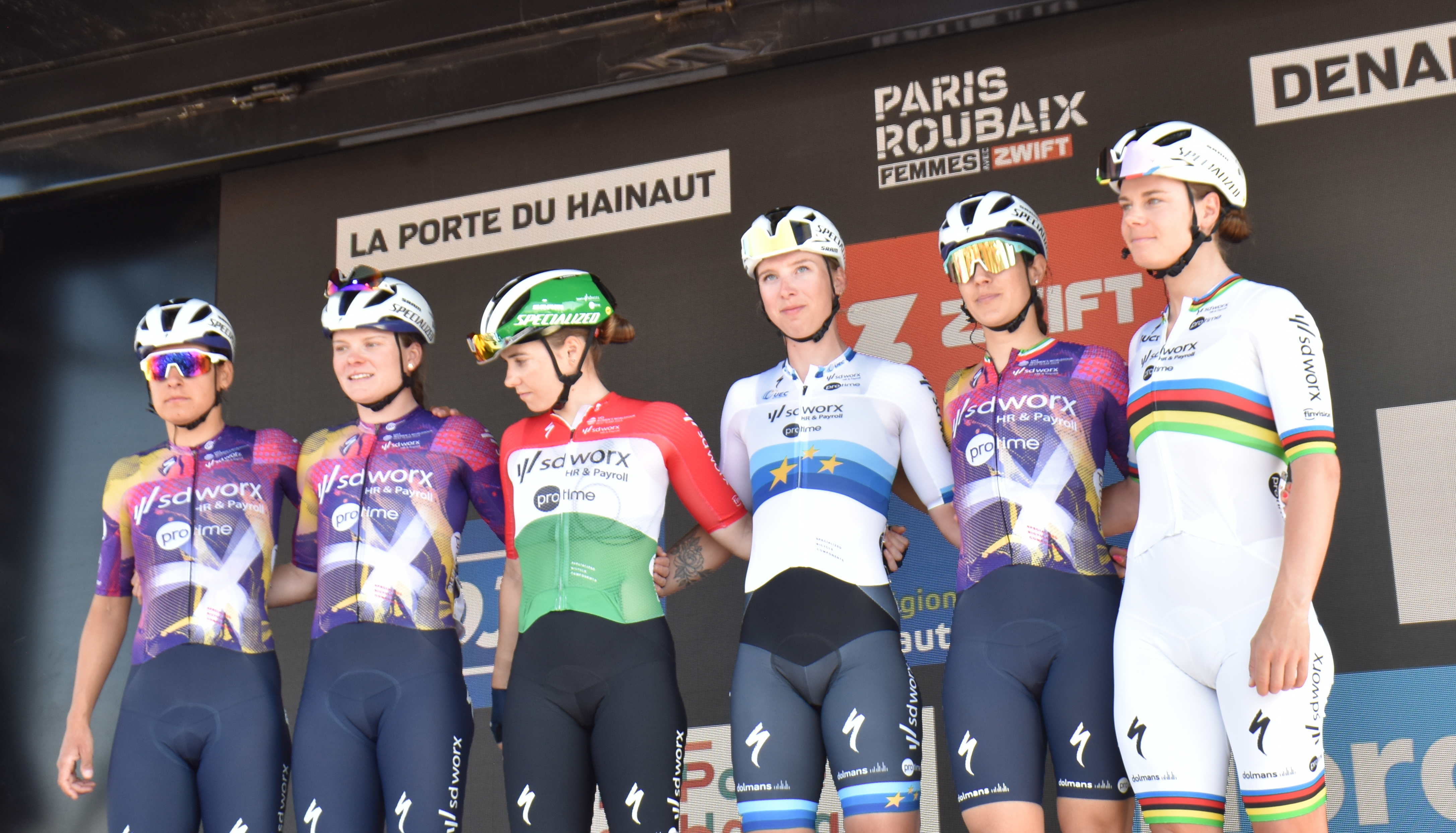
Het team in Parijs-Roubaix 2025.

| Naam                         | Geboortedatum | Nationaliteit    | Ploeg 2024                     |
| ---------------------------- | ------------- | ---------------- | ------------------------------ |
| Mischa Bredewold             | 20-06-2000    | Nederland        |                                |
| Elena Cecchini               | 25-05-1992    | Italië           |                                |
| Femke Gerritse               | 14-05-2001    | Nederland        |                                |
| Barbara Guarischi            | 02-10-1990    | Italië           |                                |
| Steffi Häberlin              | 11-12-1997    | Zwitserland      | -                              |
| Mikayla Harvey               | 07-09-1998    | Nieuw-Zeeland    | UAE Team ADQ                   |
| Julia Kopecký                | 10-08-2004    | Tsjechië         | AG Insurance-Soudal NXTG       |
| Lotte Kopecky                | 10-11-1995    | België           |                                |
| Marta Lach                   | 26-05-1997    | Polen            | CERATIZIT-WNT Pro Cycling Team |
| Femke Markus                 | 17-11-1996    | Nederland        |                                |
| Skylar Schneider             | 03-09-1998    | Verenigde Staten | Miami Blazers                  |
| Marie Schreiber              | 17-04-2003    | Luxemburg        |                                |
| Geerike Schreurs             | 19-05-1989    | Nederland        | -                              |
| Lisa van Belle **            | 30-01-2004    | Nederland        | Proximus - Cyclis CT           |
| Chantal van den Broek-Blaak* | 22-09-1989    | Nederland        |                                |
| Anna van der Breggen         | 18-04-1990    | Nederland        | -                              |
| Blanka Vas                   | 03-09-2001    | Hongarije        |                                |
| Lorena Wiebes                | 17-03-1999    | Nederland        |                                |

* tot 11/2
** vanaf 29/4

### Vertrokken
| Naam               | Geboortedatum | Nationaliteit       | Ploeg 2025    |
| ------------------ | ------------- | ------------------- | ------------- |
| Niamh Fisher-Black | 12-08-2000    | Nieuw-Zeeland       | Lidl-Trek     |
| Christine Majerus  | 25-02-1987    | Luxemburg           | Gestopt       |
| Marlen Reusser     | 20-09-1991    | Zwitserland         | Movistar Team |
| Anna Shackley      | 17-05-2001    | Verenigd Koninkrijk | Gestopt       |
| Lonneke Uneken     | 02-03-2000    | Nederland           | VolkerWessels |
| Demi Vollering     | 15-11-1996    | Nederland           | FDJ-SUEZ      |

## Overwinningen

### Veldrijden
| Luxemburgse kampioenschappen veldrijden: Marie Schreiber Cyclocross Maasmechelen: Blanka Vas | Parkcross: Marie Schreiber |

### Wegwielrennen
| Nationale kampioenschappen wielrennen België - tijdrit: Lotte Kopecky Hongarije - weg: Blanka Vas Luxemburg - tijdrit: Marie Schreiber Luxemburg - weg: Marie Schreiber Luxemburg - weg, beloften: Marie Schreiber Nederland - tijdrit: Mischa Bredewold Nederland - weg: Lorena Wiebes Tsjechië - tijdrit: Julia Kopecký Zwitserland - weg: Steffi Häberlin Ronde van de Verenigde Arabische Emiraten 1e etappe: Lorena Wiebes 2e etappe: Lorena Wiebes 4e etappe: Lorena Wiebes Puntenklassement: Lorena Wiebes Wielerweek van Valencia 2e etappe: Mischa Bredewold Omloop van het Hageland Femke Gerritse Le Samyn Lorena Wiebes Nokere Koerse Marta Lach Milaan-San Remo Lorena Wiebes | Classic Brugge-De Panne Lorena Wiebes Gent-Wevelgem Lorena Wiebes Ronde van Vlaanderen Lotte Kopecky Amstel Gold Race Mischa Bredewold Festival Elsy Jacobs (Garnich) Marta Lach Ronde van Spanje 3e etappe: Femke Gerritse 4e etappe: Anna van der Breggen Ronde van het Baskenland 1e etappe: Mischa Bredewold 2e etappe: Mischa Bredewold Puntenklassement: Mischa Bredewold Ronde van Burgos 1e etappe: Lorena Wiebes Ronde van Groot-Brittannië 4e etappe: Lorena Wiebes Dwars door het Hageland Lorena Wiebes Ronde van Zwitserland Bergklassement: Marta Lach Copenhagen Sprint Lorena Wiebes | Ronde van Italië 3e etappe: Lorena Wiebes 5e etappe: Lorena Wiebes Puntenklassement: Lorena Wiebes Baloise Ladies Tour Puntenklassement: Barbara Guarischi Ronde van Frankrijk 3e etappe: Lorena Wiebes 4e etappe: Lorena Wiebes Puntenklassement: Lorena Wiebes Ronde van Romandië 3e etappe: Blanka Vas |

2010 · 2011 · 2012 · 2013 · 2014 · 2015 · 2016 · 2017 · 2018 · 2019 · 2020 · 2021 · 2022 · 2023 · 2024 · 2025
AG Insurance-Soudal · Canyon//SRAM zondacrypto  · Ceratizit-WNT Pro Cycling · FDJ-SUEZ · Fenix-Deceuninck · Human Powered Health · Lidl-Trek · Liv AlUla Jayco · Movistar · Roland · Team Picnic PostNL · SD Worx-Protime · Team Visma|Lease a Bike · UAE Team ADQ · Uno-X Mobility